# Paradox (base de datos)

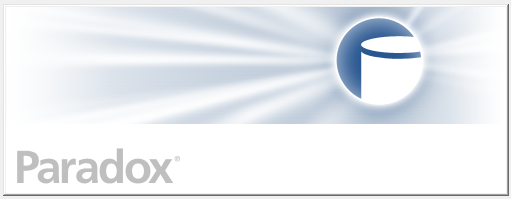
Corel Paradox 11

Paradox es una base de datos relacional para entornos MS Windows, anteriormente disponible para MS-DOS y Linux, desarrollada actualmente por Corel e incluida en la suite ofimática WordPerfect Office.
En los tiempos del MS-DOS, era una base de datos de bastante éxito, compitiendo con dBase, Clipper y FoxBase. Pasó al control de Borland después de la compra de Ansa Software en 1987.
Aunque Borland la rediseño para Windows, su cuota de mercado es mucho menor que la de Microsoft Access, pero 
su lenguaje de programación (ObjectPAL) es Pascal, lo que le hace más potente que Access, que usa Visual Basic y esto limita bastante sus prestaciones si se compara con otras bases de datos que usan lenguajes más avanzados. Con su Runtime se puede desarrollar una aplicación usando una sola licencia sin limitación de puestos.

## Paradox para DOS
Paradox para DOS es un sistema de bases de datos relacionales escrito originalmente por Richard Schwartz y Robert Shostak, y liberado por su compañía de software de Ansa en 1985. En septiembre de 1987, Borland Software adquirió Ansa, incluyendo su Paradox / software DOS 2.0. Notables versiones de clásicos fueron 3,5 y 4,5. Versiones anteriores a la 3.5 son evoluciones de 1,0. Versión 4.0 y 4.5 se reestructuró en el Borland C + + toolkit y se utiliza un diferente esquema de acceso a la memoria extendida.
Paradox / DOS fue un éxito basado en DOS de base de datos de finales de los ochenta y principios de los noventa. En ese momento, dBase y sus clones xBase (Foxpro, Clipper) dominaban el mercado. Otros competidores eran notables Clarion, DataEase, R: Base, y DataFlex.
Las características que distinguen Paradox / DOS fueron los siguientes:
- Una consulta visual de la aplicación ejemplo que fue apoyada por un motor de IA.
- El uso eficaz de la memoria (convencional, así como ampliada / ampliado) -. Caché de tablas de datos y, en particular, los índices que provocó la paradoja para ejecutar tareas con gran rapidez, en contraste con los conocimientos explícitos necesarios para la optimización del rendimiento xBase
- Un lenguaje de programación innovadora del Idioma de la aplicación Paradox (PAL) que era legible, de gran alcance, y pueden ser registrados en las acciones del teclado (algo así como la grabación de macros de Lotus 1-2-3).
- Lotus-como los menús y las ventanas de texto que la interfaz nativa (a diferencia de dBase que tenía una interfaz de línea de comandos con los menús en capas en la parte superior).
- Particularmente en Paradox 1.0 y 2.0, el usuario y manuales de programación ganado premios lectura - fueron ilustrados abundantemente, bien presentado y las explicaciones fueron escritos en inglés común

## Paradox para Windows
Paradox para Windows es un producto claramente diferente de Paradox para DOS, y fue producido por un equipo diferente de los programadores. Aunque las características clave del producto DOS, el QBE y el motor de base de datos, fueron los puertos mantener el código de DOS, se produjo una ruptura importante en la compatibilidad de PAL a ObjectPAL y en el paso a una metáfora de diseño GUI para formularios e informes. Los cambios ObjectPAL fueron controvertidas, pero forzado desde PAL se basa en las acciones de registro de pulsaciones de teclas que no tenía equivalente en Windows. Un lenguaje basado en objetos, basado en las ideas de Hypercard fue utilizado en lugar de la grabación de pulsaciones de teclas. Las formas y los diseñadores de informes utiliza la escala de dispositivos independientes, incluyendo la capacidad de trabajar en el modo de zoom para el diseño detallado. El botón derecho del ratón se utiliza para el acceso a las formas y las propiedades de informes, inspirado en el Alto de Xerox y Smalltalk, de una manera casi universal a los programas de Windows. El ObjectPAL fue (como Hypercard) asociados a los objetos visuales - también reveló haciendo un clic derecho. Inspección de la propiedad y las herramientas de diseño podría ser "clavada" a permanecer en la pantalla, una idea tomada de la siguiente y ahora adoptado bastante ampliamente en Windows.
Durante aproximadamente el primer año de desarrollo del código orientado a objetos escrito en C con la ayuda de macros, hasta Turbo C + + estaba disponible en ese momento las demás partes del código fueron escritas en C + +. El jefe de producto hasta el envío la versión 1.0 fue Joe Duncan. El equipo de desarrollo y control de calidad fue de alrededor de 30 personas.
Ambos Paradox para Windows y Quattro Pro para Windows, un proyecto estrechamente relacionado, se inició el desarrollo con las versiones beta de Windows 3.0, en la primavera de 1990.  Paradox / Windows terminó retrasado casi un año fuera de su plan original, el envío a principios de 1993. Las razones fueron muchas, pero no del todo sorprendente para una modificación importante, en un lenguaje orientado a objetos con nuevas herramientas, el cambio a un paradigma de interfaz gráfica de usuario, en lo que era esencialmente una versión del sistema operativo en primer lugar. Sin embargo, fue un gran problema para la compañía y Microsoft se las arregló para enviar Access un par de meses antes de Paradox para Windows, una victoria importante de la comercialización de Microsoft.
En 1990, Borland también comenzó a trabajar en un clon de dBASE interna para DOS y Windows, escrito en lenguaje ensamblador, que estaba prevista para el envío en 1992. A principios de 1992 se hizo evidente que Ashton-Tate se encontraba en dificultades en el desarrollo de las versiones de Windows de sus productos y así Borland cambió los planes, en lugar de la adquisición de la empresa y la unción de sus proyectos internos como el sucesor oficial. Parte de la adquisición de Ashton-Tate fue la base de datos Interbase y se decidió que paradox / W debe ser capaz de trabajar con Interbase, así como el motor de Paradox y la llevó a este a la creación de un motor IDAPI basado en Interbase.
La adquisición también cambió su enfoque. Paradox había competido históricamente en contra de dBASE en algunos mercados, y la Paradox/ W originalmente fue diseñado para mejorar la posición competitiva en el mercado orientado al desarrollador. Después de dBASE se adquirió este ya no era deseable y cambio de orientación hacia un mercado de facilidad de uso. Sin embargo, el producto no puede ser cambiado para que coincida con el énfasis (esto ocurrió en las últimas versiones) a esas alturas, haciendo que el producto algo demasiado complejo para el mercado de nivel de entrada.
Primera base de datos de Microsoft, el programa de escritorio, Microsoft Access, hizo un buen trabajo de hacer frente a ese mismo mercado y llegó primero cuando debutó en el COMDEX noviembre de 1992. En respuesta a la adquisición de Borland de Ashton-Tate, Microsoft adquirió FoxPro y se incorporan la tecnología Rushmore en el motor Jet de Access para mejorar significativamente su rendimiento.
Microsoft Access ofrece muchas características que son más fáciles para los usuarios finales y desarrolladores para poner en práctica, incluyendo una interfaz de búsqueda más intuitivo el uso de enlaces entre los campos de Windows en lugar de las etiquetas de texto Paradox de los campos de QBE, y el lenguaje de programación de Access Básico, que era más similar al PAL que ObjectPAL. Acces y Paradox diferían significativamente en la forma en que presentó los resultados de las consultas. Access a los registros mostraron ante una consulta se ha completado y sin la sobrecarga de crear una tabla de salida. Paradox mostró los resultados sólo después de todos los registros se han recuperado y han creado una tabla RESPUESTA. Esta diferencia de rendimiento fue significativa para grandes conjuntos de datos y el impacto negativo de Paradox / W.
Tomar un libro de baja de Borland debut Quattro Pro hoja de cálculo de precios en contra de Microsoft Excel, Microsoft Access debutó con un precio de $ 99. Esto socavó la tradicional Paradox de los precios del DBMS DOS, Windows Paradox, dBase y de alrededor de $ 799, que impactaron negativamente Borland más que cualquier otra empresa.
El equipo de gestión de Borland con su cuota de mercado del 85% del mercado de bases de datos de escritorio seriamente subestimado la amenaza de Microsoft y Microsoft Access. Sin embargo, Paradox / W se vendieron bien durante un tiempo. Mientras tanto, Borland estaba pasando por graves problemas causados por la adquisición de Ashton-Tate. Muchas líneas de productos se suspendieron, la reestructuración empresarial y la consolidación fue doloroso, y peor aún, el proyecto interno de dBASE en el centro de la justificación de adquisición fue cancelado por razones técnicas, dejando Borland con un desplome de los ingresos y una gran necesidad de desarrollar la falta de dBASE para Windows en un apuro. Borland perdido la fuerza para luchar las batallas de marketing múltiple que necesitaba para su gama de productos. Paradox se comercializó mínimamente a los desarrolladores ya que la empresa decidió que sería esperar por un reemplazo de dBASE, que finalmente salió en 1994, demasiado tarde para la empresa.
Para empeorar las cosas, mientras que los clones de dBASE DOS (FoxBase y Clipper) copia de dBASE en estrecha colaboración, las versiones de Windows de estos productos han sido desarrollados sin un dBASE existentes para el modelo de Windows. Uno de los puntos fuertes de dBASE para DOS fue el apoyo de varios proveedores y se perdió en los diversos productos de Windows xBase. Visual Borland dBASE para Windows no podía correr Foxbase de Microsoft para programas de Windows y viceversa. Frente a un mercado fragmentado y la necesidad de volver a escribir programas para tomar ventaja de Windows, había pocos incentivos para que los usuarios xBase para permanecer leales al producto que había utilizado para DOS.
En 1995, Microsoft incluyó Access a sus programas de Microsoft Office Professional con Word, Excel y PowerPoint. Este mató con eficacia el mercado de escritorio del usuario final para la base de datos de productos independientes.
A pesar de sólidos de seguimiento en las versiones con mejoras en la usabilidad para los usuarios de nivel básico, Paradox se desvaneció en el mercado. Se incluyó en la venta de productos de Borland para WordPerfect, que a su vez fueron vendidos como WordPerfect se metió en los productos financieros, y en el momento actual de la escritura Paradox para Windows, WordPerfect y Quattro Pro para Windows son propiedad de Corel y vendida como parte de su suite de oficina. dBASE para Windows salió demasiado tarde para ser un actor importante en el mercado de Windows, los programadores de la mayoría de dBASE para entonces habían migrado a Microsoft FoxBASE, una herramienta de base de datos muy similares. Borland se mantiene el servidor Interbase / IDAPI y centrado sus esfuerzos en sus herramientas de Delphi, que con los años se dio una parte influyente pero pequeña del mercado de desarrolladores orientados a datos.
Paradox para Windows en la actualidad sigue siendo una potente herramienta de desarrollo no solo de aplicaciones de base de datos, sino de aplicaciones de todo propósito, mantiene vigente el concepto "RAD" (Rapid Aplication Development), con muy pocos requerimientos puede funcionar satisfactoriamente en ambientes Cliente-Servidor locales o hasta de acceso remoto si se le usa en una red WAN, además de incorporar muchas de las funciones y características que se consideran innovadoras en otros ambientes similares o que se consideran superiores, con un poco más de atención por parte de su propietario sería capaz de competir al nivel de las plataformas más actualmente difundidas y usadas tanto por usuarios finales como por la comunidad desarrolladora.